# Arenaria cerastioides
Arenaria cerastioides är en nejlikväxtart som beskrevs av Poiret. Arenaria cerastioides ingår i släktet narvar, och familjen nejlikväxter. Inga underarter finns listade i Catalogue of Life.